# Natalie Williams
Natalie Jean Williams (ur. 30 listopada 1970 w Long Beach) – amerykańska koszykarka występująca na pozycji silnej skrzydłowej, w NCAA grała również w siatkówkę, po zakończeniu kariery sportowej trenerka koszykarska.
Została pierwszą w historii sportsmenką, która została zaliczona do składów All-American NCAA w dwóch różnych dyscyplinach, siatkówce i koszykówce. W 1990 i 1991 roku została mistrzynią NCAA w siatkówce.
Jest córką Nate’a Williamsa, koszykarza Cincinnati Royals, Kansas City-Omaha Kings, New Orleans Jazz oraz Golden State Warriors w NBA.

## Osiągnięcia
Na podstawie, o ile nie zaznaczono inaczej.

### NCAA
Koszykówka (1990–1994)
- Koszykarka Roku Konferencji Pac-10 (1994)
- Sportsmenka Dekady Konferencji PAC-10
- Zaliczona do:
  - I składu PAC-10 (1992–1994)
  - składu Kodak All-America (1994)
  - Galerii Sław Sportu UCLA (2004)

Siatkówka (1989–1993)
- Mistrzyni NCAA (1990, 1991)
- Siatkarka Roku NCAA (1992)
- Zaliczona do składu Kodak All-America (1990–1993)
- Członkini kadry narodowej w siatkówce (1994–1996)

### WNBA
- Uczestniczka meczu gwiazd WNBA (1999–2001, 2003)
- Wybrana do I składu WNBA (1999–2001)
- Liderka WNBA w zbiórkach (2000)[7]
- Jedna z kandydatek do WNBA All-Decade Team (2006)

### Inne
- MVP ABL (1998)
- Wybrana do:
  - I składu ABL (1997, 1998)
  - Żeńskiej Galerii Sław Koszykówki (2016)
- Uczestniczka ABA All-Star Game (1998)
- Liderka:
  - strzelców ABL (1998)
  - ABL w zbiórkach (1997, 1998)
- Sportsmenka Stulecia stanu Utah

### Reprezentacja
- Mistrzyni:
  - świata (1998, 2002)
  - olimpijska (2000)
  - turnieju Opals World Challenge (2002)[8]
- Zdobywczyni Pucharu Jonesa (1996)
- Koszykarka Roku USA Basketball (1999)

### Trenerskie
- Mistrzyni stanu jako asystentka trenera (2006, 2008)